# 侧序长柄山蚂蝗
侧序长柄山蚂蝗（学名：Podocarpium laxum var. laterale）为豆科长柄山蚂蝗属下的一个变种。

## 扩展阅读
- 維基物種上的相關：侧序长柄山蚂蝗